# Superpuchar Islandii w piłce siatkowej mężczyzn (2021)
Superpuchar Islandii w piłce siatkowej mężczyzn 2021 (oficjalnie Meistarakeppni BLÍ karla 2021) – piąta edycja rozgrywek o Superpuchar Islandii zorganizowana przez Islandzki Związek Piłki Siatkowej (Blaksamband Íslands, BLÍ). Mecz rozegrany został 15 września 2021 roku w Íþróttamiðstöðin að Varmá w Mosfellsbær. Wzięły w nim udział dwa kluby: mistrz i zdobywca Pucharu Islandii w sezonie 2020/2021 – Hamar oraz finalista Pucharu Islandii w tym sezonie – Afturelding.
Po raz pierwszy zdobywcą Superpucharu Islandii został klub Hamar.

## Drużyny uczestniczące
| Drużyna     | Osiągnięcia w sezonie 2020/2021         |
| ----------- | --------------------------------------- |
| Hamar       | mistrzostwo i zdobycie Pucharu Islandii |
| Afturelding | finał Pucharu Islandii                  |

## Mecz
Środa, 15 września 2021
18:00 (UTC±00:00) – Íþróttamiðstöðin að Varmá, Mosfellsbær
Widzów: 50
Czas trwania meczu: 67 minut
Sędziowie: Sævar Már Guðmundsson i Kristján Geir Guðmundsson
| Poz.                 | Nr | Zawodnik               | 1 | 2 | 3 | 4 | 5 |
| -------------------- | -- | ---------------------- | - | - | - | - | - |
| P                    | 3  | Wiktor Mielczarek      |   |   |   |   |   |
| Ś                    | 4  | Kristján Valdimarsson  |   |   |   |   |   |
| Ś                    | 8  | Hafsteinn Valdimarsson |   |   |   |   |   |
| P                    | 9  | Jakub Madej            |   |   |   |   |   |
| R                    | 12 | Damian Sąpór           |   |   |   |   |   |
| A                    | 13 | Radosław Rybak         |   |   |   |   |   |
| L                    | 1  | Ragnar Ingi Axelsson   | L | L | L |   |   |
| Zmiany               |    |                        |   |   |   |   |   |
| A                    | 7  | Tomasz Leik            |   |   |   |   |   |
| Nie weszli na boisko |    |                        |   |   |   |   |   |
| Ś                    | 5  | Haraldur Örn Björnsson |   |   |   |   |   |
| R                    | 11 | Paweł Kapelko          |   |   |   |   |   |
| Trener               |    |                        |   |   |   |   |   |
| Radosław Rybak       |    |                        |   |   |   |   |   |

| Poz.                 | Nr | Zawodnik                  | 1 | 2 | 3 | 4 | 5 |
| -------------------- | -- | ------------------------- | - | - | - | - | - |
| Ś                    | 2  | Mason Casner              |   |   |   |   |   |
| R                    | 4  | Hilmir Berg Halldórsson   |   |   |   |   |   |
| Ś                    | 7  | Sebastian Sævarsson Meyer |   |   |   |   |   |
| A                    | 9  | Sigþór Helgason           |   |   |   |   |   |
| P                    | 17 | Þórarinn Örn Jónsson      |   |   |   |   |   |
| P                    | 20 | Nicolas Toselli           |   |   |   |   |   |
| L                    | 10 | Kári Hlynsson             | L | L | L |   |   |
| Nie weszli na boisko |    |                           |   |   |   |   |   |
| P                    | 3  | Valgeir Valgeirsson       |   |   |   |   |   |
| Ś                    | 5  | Kristinn Rafn Sveinsson   |   |   |   |   |   |
| Ś                    | 13 | Magni Þórhallsson         |   |   |   |   |   |
| R                    | 18 | Borja González            |   |   |   |   |   |
| Trener               |    |                           |   |   |   |   |   |
| Borja González       |    |                           |   |   |   |   |   |

## Ustawienie wyjściowe drużyn
| K. Valdimarsson Sąpór Mielczarek H. Valdimarsson Rybak Madej Axelsson Halldórsson Jónsson Sævarsson Helgason Toselli Casner Hlynsson |